# كأس بلغاريا 2004–05
كأس بلغاريا 2004–05 (بالبلغارية: Купа на България по футбол 2004/05)‏ هو موسم من كأس بلغاريا. أشرف على تنظيمه اتحاد بلغاريا لكرة القدم، وفاز فيه ليفسكي صوفيا.